# Liste der Bischöfe von Andria
Die nachfolgenden Personen waren Bischöfe des Bistums Andria:
- Riccardo I. ? 492–539
- Gregorio ? 8. Jahrhundert
- Cristoforo ? 787
- Leone 1137–1144
- Heiliger Riccardo di Andria 1158–1196
- N.N. 1199
- N.N. 1210
- N.N. 1210
- N.N. 1228
- Matteo 1243
- Johannes I. 1269–1274
- Placido, O.E.S.A. 1275–1304
- Johannes II. 1318
- Domenico † 1319
- Giovanni di Alessandria, O.E.S.A. 1348–1349
- Andrea, O.E.S.A. 1349–1356
- Johannes III. 1356
- Marco
- Lucido di Norcia, O.E.S.A. 1374–1378
- Francesco 1380–1385
- Milillo, O.E.S.A. 1392–1400
- Francesco de Nigri, O.F.M. 1418
- Giovanni Donadei, OSBCoel 1435–1451
- Antonello, O.F.M. 1452–1460
- Antonio Giannotti 1460–1463
- Matteo Antonio 1463
- Francesco Bertini 1465–1471 (auch Bischof von Vallo della Lucania)
- Martino De Soto Mayor, O.Carm. 1471–1477
- Angelo Florio 1477–1495
- Girolamo dei Porcari 1495–1503
- Antonio de Roccamaro, O.F.M. 1503–1515
- Andrea Pastore 1515–1516
- Simone di Narni 1516–1517
- Nicola Fieschi 1517–1517
- Giovanni Francesco Fieschi 1517–1565
- Luca Fieschi 1566–1582 (auch Bischof von Albenga)
- Luca Antonio Resta 1582–1597
- Vincenzo Bassi 1598–1603
- Antonio de Franchis, C.R. 1604–1625
- Vincenzo Caputo 1625–1626
- Alessandro Strozzi 1626–1632 (auch Bischof von San Miniato)
- Felice Franceschini, O.F.M.Conv. 1632–1641
- Ascanio Cassiano 1641–1657
- Alessandro Egizio 1657–1689
- Pietro Vecchia, O.S.B. 1690–1691 (auch Bischof von Molfetta)
- Francesco Antonio Triveri, O.F.M.Conv. 1692–1696 (auch Bischof von Melfi-Rapolla-Venosa)
- Andrea Ariani 1697–1706
- Antonio Adinolfi 1706–1715
  - Sede Vacante (1715–1718)
- Giovanni Paolo Torti Rogadei, O.S.B. 1718–1726 (auch Bischof von Avellino)
- Cherubino Tommaso Nobilione, O.P. 1726–1743
- Domenico Anelli 1743–1756
- Francesco Ferrante 1757–1772
- Saverio Palica, O.S.B.Coel. 1773–1790
- Salvatore Maria Lombardi 1792–1821
- Giovanni Battista Bolognese 1822–1830
- Giuseppe Cosenza 1832–1850 (auch Erzbischof von Capua)
- Giovan Giuseppe Longobardi 1852–1870
- Federico Maria Galdi 1872–1899
- Giuseppe Staiti di Brancaleone 1899–1916
- Eugenio Tosi, O.SS.C.A. 1917–1922 (auch Erzbischof von Mailand)
- Alessandro Macchi 1922–1930 (auch Bischof von Como)
- Ferdinando Bernardi 1931–1935 (auch Erzbischof von Tarent)
- Paolo Rostagno 1935–1939 (auch Bischof von Ivrea)
- Giuseppe Di Donna, O.Ss.T. 1940–1952
- Luigi Pirelli 1952–1957
- Francesco Brustia 1957–1969
- Giuseppe Lanave 1969–1988
- Raffaele Calabro 1988–2016
- Luigi Mansi seit 2016